# Wyrwani ze snu
Wyrwani ze snu – debiutancki album studyjny polskiej grupy muzycznej Tewu. Wydawnictwo ukazało się 23 lutego 2004 roku nakładem wytwórni muzycznej Wyrwani Recordz. Gościnnie w nagraniach wzięli udział Lady, Bolec, Diggi B, Gabi, 551 oraz Vincent Rullez. W ramach promocji płyty zostały zrealizowane teledyski do utworów „Z nimi ruszaj”, „Tempo” oraz „Podbij tyłek”.

## Lista utworów
Opracowano na podstawie materiału źródłowego.
1. „Intro” – 01:14
2. „Tempo” – 04:07
3. „Jeden” (gościnnie: Lady) – 04:34
4. „Wyrwani ze snu” (gościnnie: Bolec) – 05:45
5. „Jestem tu” – 01:11
6. „Na luzie” (gościnnie: Diggi B) – 01:00
7. „Morda” – 03:11
8. „Podbij T” (gościnnie: Gabi) – 03:31
9. „Setki mil” (gościnnie: 551) – 05:10
10. „Z nimi ruszaj” – 03:45
11. „Nie raz upadniesz” – 00:36
12. „Ktoś nawołuje” – 04:09
13. „Texty” (gościnnie: Vincent Rullez) – 04:30
14. „Wyrok” – 00:58
15. „To jest ten czas 2” – 05:43
16. „Dj's Eprom & Orion Fresh” – 02:02
17. „Rantewu” (gościnnie: Gabi) – 04:36
18. „Sku” – 03:55
19. „Nie ma” – 00:42
20. „Nic ciekawego” – 03:03
21. „Co tam robisz” – 04:47
22. „Brak mi Cie” – 00:58
23. „P.O.S.T” (gościnnie: 551) – 06:25